# Kleio Valentien
Kleio Valentien (Austin, Texas; 15 de enero de 1986) es una actriz pornográfica estadounidense.

## Biografía
Valentien nació en la ciudad tejana de Austin, y se crio en una granja a las afueras. Antes de incorporarse a la industria del cine porno trabajó como técnico veterinario y bartender.
Valentien también trabajó como modelo desnuda para las clases de arte en Austin. En 2009 apareció en el portal GodsGirl antes de hacer su debut en el porno de la mano de la productora Burning Angel, siendo su primera escena un trío con sexo anal con los actores Mr. Pete y Alec Knight.
En 2015, participó en la parodia porno del filme Batman v Superman: Dawn of Justice, dirigida por Axel Braun, interpretando a Harley Quinn, por cuyo papel ganó en 2016 el Premio AVN a la Mejor actriz de reparto.
En 2016 repitió en su papel de Harley Quinn en la parodia porno de Escuadrón suicida, también dirigida por Axel Braun, por la que ganó en 2017 el Premio AVN a la Mejor actriz.
Hasta la fecha ha rodado más de 390 películas.

## Premios y nominaciones
| Año  | Ceremonia                   | Resultado | Premio                                    | Trabajo                                     |
| ---- | --------------------------- | --------- | ----------------------------------------- | ------------------------------------------- |
| 2011 | Premios AVN                 | Nominada  | Mejor escena de sexo lésbico en grupo     | Bartenders                                  |
| 2011 | Premios AVN                 | Nominada  | Mejor escena POV de sexo                  | POV Punx 3                                  |
| 2013 | Inked Awards                | Nominada  | Camgirl del año                           | —                                           |
| 2013 | Sex Awards                  | Nominada  | Mejor cuerpo porno                        | —                                           |
| 2014 | Premios AVN                 | Nominada  | Mejor escena de sexo lésbico              | The Walking Dead: A Hardcore Parody         |
| 2014 | Premios AVN                 | Nominada  | Mejor escena de sexo en grupo             | The Walking Dead: A Hardcore Parody         |
| 2014 | Premios AVN                 | Nominada  | Mejor escena escandalosa de sexo          | Evil Head                                   |
| 2014 | Inked Awards                | Nominada  | Camgirl del año                           | —                                           |
| 2014 | Inked Awards                | Nominada  | Mejor vagina                              | —                                           |
| 2015 | Premios AVN                 | Nominada  | Mejor escena de trío H-M-H                | Captain America XXX: An Axel Braun Parody   |
| 2015 | Premios AVN                 | Nominada  | Premio fan: Mejores pechos                | —                                           |
| 2015 | Inked Awards                | Nominada  | Escena del año                            | Axel Braun's Inked                          |
| 2015 | Nightmoves                  | Ganadora  | Best Ink                                  | —                                           |
| 2015 | Nightmoves Fan Awards       | Nominada  | Best Ink                                  | —                                           |
| 2016 | Premios AVN                 | Nominada  | Premio fan: Actriz porno favorita         | —                                           |
| 2016 | Premios AVN                 | Nominada  | Premio fan: Mejor celebrity web           | —                                           |
| 2016 | Premios AVN                 | Nominada  | Artista femenina del año                  | —                                           |
| 2016 | Premios AVN                 | Ganadora  | Mejor actriz de reparto                   | Batman v Superman XXX: An Axel Braun Parody |
| 2016 | Premios AVN                 | Nominada  | Mejor escena de trío M-H-M                | Batman v Superman XXX: An Axel Braun Parody |
| 2016 | Premios AVN                 | Nominada  | Mejor escena de sexo chico/chica          | Axel Braun's Inked                          |
| 2016 | Spank Bank Awards           | Nominada  | Best 'O' Face                             | —                                           |
| 2016 | Spank Bank Awards           | Nominada  | Artista bondage del año                   | —                                           |
| 2016 | Spank Bank Awards           | Nominada  | Super corrida del año                     | —                                           |
| 2016 | Spank Bank Awards           | Nominada  | Sexiest Painted Lady                      | —                                           |
| 2016 | Inked Awards                | Nominada  | Best Ink                                  | —                                           |
| 2016 | Inked Awards                | Nominada  | Artista femenina del año                  | —                                           |
| 2016 | Inked Awards                | Nominada  | Mejor escena lésbica                      | Ronda Arouse Me                             |
| 2016 | Inked Awards                | Nominada  | Inked scene                               | Batman v Superman XXX: An Axel Braun Parody |
| 2016 | Premios XBIZ                | Nominada  | Mejor actriz de reparto                   | Batman v Superman XXX: An Axel Braun Parody |
| 2016 | Premios XBIZ                | Nominada  | Mejor escena de sexo en película parodia  | Batman v Superman XXX: An Axel Braun Parody |
| 2017 | Premios AVN                 | Ganadora  | Mejor actriz                              | Suicide Squad XXX: An Axel Braun Parody     |
| 2017 | Premios AVN                 | Nominada  | Mejor escena de sexo lésbico en grupo     | Hard Reign                                  |
| 2017 | Premios AVN                 | Ganadora  | Mejor escena de trío H-M-H                | Suicide Squad XXX: An Axel Braun Parody     |
| 2017 | Premios AVN                 | Nominada  | Premio fan: Artista femenina favorita     | —                                           |
| 2017 | Spank Bank Awards           | Nominada  | Best 'Resting Bitch' Face                 | —                                           |
| 2017 | Spank Bank Awards           | Nominada  | Bondage Artiste of the Year               | —                                           |
| 2017 | Spank Bank Awards           | Nominada  | Mattress Actress of the Year              | —                                           |
| 2017 | Spank Bank Awards           | Nominada  | Supreme Majesty of the Stripper Pole      | —                                           |
| 2017 | Spank Bank Awards           | Nominada  | Tattooed Temptress of the Year            | —                                           |
| 2017 | Spank Bank Awards Technical | Ganadora  | Master of the Strap On                    | —                                           |
| 2017 | Spank Bank Awards Technical | Ganadora  | World's Sexiest Pizza Chef                | —                                           |
| 2017 | Premios XBIZ                | Nominada  | Mejor actriz en película parodia          | Suicide Squad XXX: An Axel Braun Parody     |
| 2017 | Premios XRCO                | Ganadora  | Mejor actriz                              | Suicide Squad XXX: An Axel Braun Parody     |
| 2018 | Premios AVN                 | Nominada  | Mejor escena de sexo lésbico en grupo     | Vendetta                                    |
| 2018 | Premios AVN                 | Nominada  | Premio fan: Estrella mediática            | —                                           |
| 2018 | Inked Awards                | Nominada  | Artista femenina del año                  | —                                           |
| 2018 | Inked Awards                | Nominada  | Mejor escena grupal                       | Takers                                      |
| 2018 | Inked Awards                | Nominada  | Mejor escena lésbica                      | Bully Me Bitch                              |
| 2018 | Premios XBIZ                | Nominada  | Mejor escena de sexo en película vignette | Blackmailed Housewives                      |
| 2019 | Premios AVN                 | Nominada  | Mejor escena de doble penetración         | Squirtwoman: Wasteland                      |
| 2019 | Premios AVN                 | Nominada  | Premio fan: Estrella mediática            | —                                           |
| 2019 | Premios XBIZ                | Nominada  | Mejor escena de sexo en película parodia  | Losers Never Get Laid                       |
| 2020 | Premios AVN                 | Nominada  | Aparición mainstream del año              | —                                           |
| 2021 | Premios AVN                 | Nominada  | Mejor escena de sexo lésbico en grupo     | Alexis Texas Lesbian House Party!           |